# Epirinus sulcipennis
Epirinus sulcipennis är en skalbaggsart som beskrevs av Karl Henrik Boheman 1857. Epirinus sulcipennis ingår i släktet Epirinus och familjen bladhorningar. Inga underarter finns listade i Catalogue of Life.